# Milíkov (Černá)
Milíkov (německy Milikau) je malá vesnice, část obce Černá v okrese Žďár nad Sázavou. Nachází se asi 1 km na východ od Černé, leží v povodí potoka Balinka. V roce 2009 zde bylo evidováno 20 adres. V roce 2001 zde trvale žilo 38 obyvatel.
Milíkov je také název katastrálního území o rozloze 2,7 km2.

## Historie
První písemná zmínka o obci pochází z roku 1366.

## Pamětihodnosti
- Zvonička